# Campeonato Pan-Americano de Ginástica Artística de 2004
O Campeonato Pan-Americano de Ginástica Artística por Aparatos de 2004 foi realizado em Maracaibo, Venezuela, de 1 a 5 de dezembro de 2004.

## Resumo de medalhas

### Medalhistas
| Evento              | Ouro                   | Prata                                                        | Bronze                                       |
| ------------------- | ---------------------- | ------------------------------------------------------------ | -------------------------------------------- |
| Masculino           |                        |                                                              |                                              |
| Solo                | Victor Rosa (BRA)      | Fernando Fuentes (VEN)                                       | David Sender (USA) Alexander Rodriguez (PUR) |
| Cavalo com alças    | Jhonny Parra (VEN)     | Alexander Rodriguez (PUR)                                    | Mosiah Rodrigues (BRA)                       |
| Argolas             | Regulo Carmona (VEN)   | Jonathan Horton (USA) David Sender (USA) David Pacheco (VEN) | —                                            |
| Salto               | Jonathan Horton (USA)  | Victor Rosa (BRA)                                            | Pablo Capote (VEN)                           |
| Barras paralelas    | Fernando Fuentes (VEN) | Luis dos Anjos (BRA)                                         | Jhonny Parra (VEN)                           |
| Barra fixa          | Carycel Briceño (VEN)  | Jhonny Parra (VEN)                                           | Jonathan Horton (USA)                        |
| Feminino            |                        |                                                              |                                              |
| Salto               | Alicia Sacramone (USA) | Melanie Sinclair (USA)                                       | Celeste Carnevale (ARG)                      |
| Barras assimétricas | Chellsie Memmel (USA)  | Melanie Sinclair (USA)                                       | Jessica Lopez (VEN)                          |
| Trave               | Chellsie Memmel (USA)  | Natasha Kelley (USA)                                         | Celeste Carnevale (ARG)                      |
| Solo                | Alicia Sacramone (USA) | Melanie Sinclair (USA)                                       | Thais Cevada (BRA)                           |

### Quadro de medalhas
| Pos.               | País               | Ouro | Prata | Bronze | Total |
| ------------------ | ------------------ | ---- | ----- | ------ | ----- |
| 1                  | Estados Unidos     | 5    | 6     | 2      | 13    |
| 2                  | Venezuela          | 4    | 3     | 3      | 10    |
| 3                  | Brasil             | 1    | 2     | 2      | 5     |
| 4                  | Porto Rico         | 0    | 1     | 1      | 2     |
| 5                  | Argentina          | 0    | 0     | 2      | 2     |
| Total (5 entradas) | Total (5 entradas) | 10   | 12    | 10     | 32    |